# Expresso II
Expresso II – album studyjny grupy rockowej Gong, wydany w 1978 roku nakładem Virgin Records.

## Lista utworów
Opracowano na podstawie materiału źródłowego.
Wydanie LP:
Strona A
| Nr | Tytuł utworu     | Muzyka         | Długość |
| -- | ---------------- | -------------- | ------- |
| 1. | „Heavy Tune”     | Pierre Moerlen | 6:20    |
| 2. | „Golden Dilemma” | Hansford Rowe  | 4:50    |
| 3. | „Sleepy”         | Mireille Bauer | 7:25    |
|    |                  |                | 18:35   |

Strona B
| Nr | Tytuł utworu       | Muzyka         | Długość |
| -- | ------------------ | -------------- | ------- |
| 1. | „Soli”             | Hansford Rowe  | 7:33    |
| 2. | „Boring”           | Mireille Bauer | 6:27    |
| 3. | „Three Blind Mice” | Benoît Moerlen | 4:49    |
|    |                    |                | 18:49   |

## Twórcy
Opracowano na podstawie materiału źródłowego.
Muzycy:
- Mireille Bauer – wibrafon, marimba
- Benoît Moerlen – wibrafon, marimba, ksylofon, dzwonki, dzwony rurowe, klawesy
- Pierre Moerlen – perkusja, wibrafon, ksylofon, dzwonki, dzwony rurowe, kotły
- Hansford Rowe – gitara basowa; gitara rytmiczna (A2)

Dodatkowi muzycy:
- Allan Holdsworth – gitara (A1, A3, B1, B3)
- François Causse – kongi (A2, A3, B1-B3)
- Bon Lozaga – gitara (A2, A3)
- Mick Taylor – gitara (A1)
- Darryl Way – skrzypce (A3, B2)

Produkcja:
- Gong – produkcja muzyczna
- John Wood – produkcja muzyczna, inżynieria dźwięku
- Graham Lawson - produkcja wykonawcza
- Splash Studio – projekt oprawy graficznej
- Sheila Rock - fotografia